# Awake (filme de 2021)
Awake é um filme estadunidense de 2021, dos gêneros drama e ficção científica, dirigido por Mark Raso, a partir de um roteiro que ele escreveu ao lado de Joseph Raso. É estrelado por Gina Rodriguez, Jennifer Jason Leigh, Barry Pepper, Finn Jones, Shamier Anderson, Ariana Greenblatt, Frances Fisher, Lucius Hoyos e Gil Bellows.
O filme teve sua estreia em 9 de junho de 2021 pela Netflix. Alcançou o número um mundial na plataforma quando foi lançado.

## Sinopse
Acabou a luz. Ninguém dorme. Ela pode ter a solução, mas a cada hora que passa, a humanidade fica mais próxima do fim.[carece de fontes?]

## Enredo
A ex-médica do Exército dos EUA e viciada em recuperação, Jill Adams, trabalha como segurança em uma faculdade local, onde rouba drogas do laboratório de pesquisa para vender. Após seu turno, ela pega seus filhos, Noah e Matilda, de sua avó, Doris.
Enquanto dirigiam para casa, o carro perde a potência e cai em um lago após ser atropelado por outro veículo. Matilda se afoga, mas é reanimada por um xerife próximo, que revela que tudo eletrônico está funcionando mal. Eles vão para um hospital onde pacientes em coma acordaram espontaneamente. Mais tarde naquela noite, na casa de Doris, todos não conseguem dormir, exceto Matilda.
No dia seguinte, no trabalho, Jill encontra a Dra. Murphy sendo escoltada pelos militares e seu assistente, Brian, explica que não há pessoas inconscientes e que todos morrerão em breve de insônia acelerada. Jill revela a Brian que Matilda pode dormir e ela corre para casa ao descobrir que Doris a levou à igreja.
Na igreja, o pastor dá um sermão sobre Matilda ser um farol de esperança, mas a paróquia quer sacrificá-la para apaziguar a Deus. Jill chega com Brian e Noah, mas Brian é morto após ameaçar todos da igreja se eles não lhes derem Matilda. Durante a confusão, Jill foge com seus filhos com a ajuda de Doris e do pastor. Jill tira um carro velho de uma garagem e Noah a convence a levar Matilda para Murphy. Jill está hesitante e diz a Noah que Murphy era a oficial comandante de sua unidade especializado em tortura de privação de sono.
Na estrada, eles chegam a uma biblioteca e Noah encontra um mapa que eles usam para encontrar o laboratório militar de Murphy. Ao fazer isso, um prisioneiro fugitivo rouba seu carro com Matilda ainda nele. Outros prisioneiros ameaçam Jill por Noah, mas são salvos pelo homem que roubou seu carro, Dodge, que decide ajudar a família.
Eles chegam ao laboratório e Dodge se oferece para ficar, mas Jill lhe dá o carro e diz para ele ir embora. Jill se separa dos filhos e entra no laboratório disfarçada de funcionária do laboratório. Jill encontra outra mulher que consegue dormir em condições muito graves. A mulher diz que deveria ter morrido meses atrás, pois Jill pede a ela para criar Matilda em seu lugar. Jill é vista por Murphy e mente sobre querer estar lá para ajudar. Murphy diz a ela que uma explosão solar religou os cérebros da humanidade, tirando a capacidade de dormir e não há cura. Jill vê uma chama e descobre que Dodge e seus filhos foram encontrados pelos soldados, com Matilda chorando admitindo que ela pode dormir.
No dia seguinte, Matilda pergunta se ela pode ajudar e o Dr. Katz responde que eles precisam descobrir o que a torna especial. Ela vê uma chimpanzé vivisseccionada que não consegue dormir quando recebe gás anestésico. Katz explica que os chimpanzés são os únicos animais além dos humanos que não conseguem dormir. Matilda recebe o gás e ela adormece. Jill implora a Murphy para deixar sua filha ir, mas Murphy insiste que a sobrevivência da humanidade depende de Matilda.
Jill é algemada em uma sala onde ela experimenta delírio enquanto Dodge é levado como um guarda e recebe estimulantes. A mulher que consegue dormir tem uma parada cardíaca e morre. Jill alucina que Noah está ameaçando matá-la enquanto o verdadeiro Noah é levado para ver se seu cérebro é diferente do de Matilda. Matilda está prestes a ser vivisseccionada, mas Katz dá a Murphy um estimulante cheio de bolhas de ar, matando-a.
Os soldados enlouquecem de privação de sono e começam a matar uns aos outros. Jill foge e vai resgatar Matilda. Noah é resgatado por Dodge, que é morto, mas suas alucinações fazem com que ele corte um fio, eletrocutando-se. Jill e Matilda tentam ressuscitá-lo com um desfibrilador, mas não têm sucesso.
Noah acorda de repente na manhã seguinte, dizendo que estava sonhando. Noah diz a Jill que ela estava certa sobre não querer ir ao laboratório e que ele sabe que ela os ama e precisa dela. Matilda percebe que a razão pela qual ela e Noah puderam dormir foi porque ambos morreram temporariamente. Eles afogam Jill em um lago e tentam ressuscitá-la. Depois de várias compressões cardíacas, ela é reanimada e respira fundo.[carece de fontes?]

## Elenco
| Ator/Atriz           | Personagem  |
| -------------------- | ----------- |
| Gina Rodriguez       | Jill        |
| Ariana Greenblatt    | Matilda     |
| Lucius Hoyos         | Noah        |
| Shamier Anderson     | Dodge       |
| Jennifer Jason Leigh | Dra. Murphy |
| Finn Jones           | Brian       |
| Frances Fisher       | Doris       |
| Gil Bellows          | Dr. Katz    |
| Sergio di Zio        | Jim         |
| Barry Pepper         | Pastor      |
| Brigitte Robinson    | Marcy       |
| Dan Beirne           | Gregg       |

## Produção
Em maio de 2019, foi anunciado que Gina Rodriguez havia se juntado ao elenco do filme, com Mark Raso dirigindo um roteiro feito por ele e Joseph Raso e com distribuição da Netflix. Em agosto de 2019, Jennifer Jason Leigh, Barry Pepper, Finn Jones, Shamier Anderson, Ariana Greenblatt, Frances Fisher, Lucius Hoyos e Gil Bellows se juntaram ao elenco do filme.
As filmagens começaram em agosto de 2019.

## Recepção
No site do agregador de resenhas Rotten Tomatoes, 27% das 49 resenhas dos críticos do filme são positivas, com uma avaliação média de 4,5/10. O consenso dos críticos do site diz: "Um filme de desastre disperso e superficial, Awake fará com que o público alcance o botão de soneca." De acordo com o Metacritic, que atribuiu uma pontuação média ponderada de 35 em 100 com base em 13 críticos, o filme recebeu "críticas geralmente desfavoráveis".

Prathyush Parasiraman do Film Companion escreveu: "O filme de 90 minutos estrelado por Gina Rodriguez da fama de Jane the Virgin tem uma monotonia que não pode ser recuperada por truques visuais e narrativos." Nick Allen do The Playlist o chamou de "abismal" deu o filme um "D." Ele escreveu que o filme "prova que não tem ideia de como apresentar sua única ideia original com emoções visuais, e tolamente subestima como a performance é a chave para um terror como esse."

## Ligações Externas
- Awake na Netflix